# Мікловда Олександр Іванович
Олександр Іванович Мікловда (28 лютого 1940, с. Тур'я Пасіка, Перечинський район, Закарпатська область — 21 грудня 2002, Київ) — український графік, ілюстратор книжок, автор екслібрисів. Заслужений діяч мистецтв України (1996), член Національної спілки художників України.

## Життєпис
У дитинстві захоплювався розписом, писанкарством.
Закінчив Ужгородське училище прикладного мистецтва, Київський художній інститут.
Академік В.Касіян високо оцінив роботи Мікловди і порадив серйозно зайнятися книжковою графікою.
Працював художнім редактором у видавництві «Мистецтво», головним редактором у «Музична Україна». Викладав на кафедрі графіки видавничо-поліграфічного факультеті Київської політехніки на посаді доцента.

## Творчість
Проілюстрував понад 250 книг, зокрема: «Карби» М. Черемшини (1970), «Білий дощ» Думітру Раду Попеску (1975), «Вогонь на обрії» В. Бровченка (1981), «Великий благовіст» М. Сиротюка (1983), «Борозно обрію» Я. Яроша (1987), «Убивство на полі для ґольфу. Шахова загадка» А. Крісті (1992), «Український Декамерон» (1993) та ін., а також плакатів (до 175-річчя від дня народження Т. Шевченка (1989).
Його твори експонувалися на багатьох зарубіжних виставках, були надруковані у зарубіжних виданнях, відзначені першими преміями та дипломами.
Значне місце у творчості займає екслібристика. Його екслібриси, яких він створив понад 200, відзначалися своєрідними сюжетами. На конкурсі книжкових знаків присвячених Антуану де Сент-Екзюпері отримав перемогу. Створив власну школу з цієї тематики.